# A Farewell to Arms (roman)

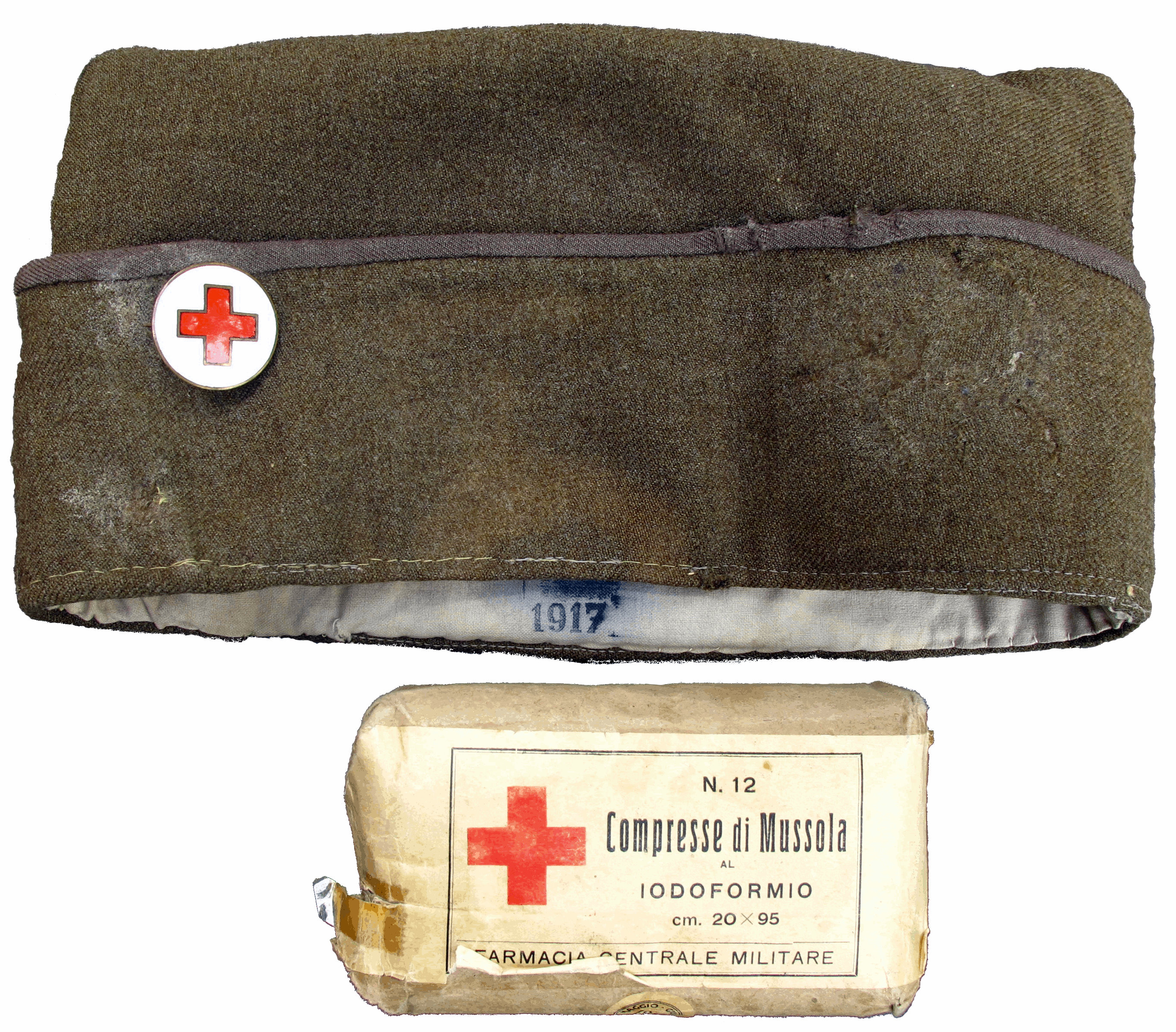

A Farewell to Arms is een semi-autobiografische roman gepubliceerd door Ernest Hemingway in 1929 bij de uitgeverij Charles Scribner's Sons. Een groot deel van het werk heeft hij geschreven in het huis van zijn schoonouders, het Pfeiffer House and Carriage House in Piggott (Arkansas). Het verhaal wordt verteld door de ogen van luitenant Frederic Henry, een Amerikaan die tijdens de Eerste Wereldoorlog in het Italiaanse leger dient als ambulancechauffeur.

## Verhaallijn
De roman is verdeeld in vijf delen.
In het eerste deel ontmoet Henry Catherine Barkley, en ze beginnen een relatie. Aan het Italiaanse front raakt Henry gewond aan zijn knie door een mortiergranaat en wordt naar een ziekenhuis in Milaan gestuurd.
In het tweede deel groeit de relatie van Henry en Catherine en ze brengen samen de zomer door in Milaan. Henry wordt verliefd op Catherine en tegen de tijd dat hij genezen is, is Catherine drie maanden zwanger.
In het derde deel keert Henry terug naar zijn eenheid, maar niet voor lang, omdat de Duitsers door de Italiaanse linies heen breken en de Italianen zich terugtrekken. Nadat Henry achterop raakt en erin slaagt terug aan te sluiten, wordt hij uit de menigte genomen en bij de officieren gezet. Die worden ondervraagd en geëxecuteerd voor verraad leidend tot de Italiaanse nederlaag. Henry ontsnapt echter door in een rivier te springen.
In het vierde deel worden Catherine en Henry herenigd en ze vluchten in een roeiboot naar Zwitserland.
In het vijfde en laatste deel leiden Henry en Catherine tot de bevalling een rustig leven in de bergen. Na een lange en pijnlijke bevalling wordt hun zoon dood geboren. Catherine krijgt een bloeding en ze sterft al gauw, en Henry keert door de regen terug naar hun hotel.

## Personages
- Lieutenant Frederic Henry, vaak Tenente genoemd.
- Catherine Barkley
- Rinaldi

## Verfilmingen

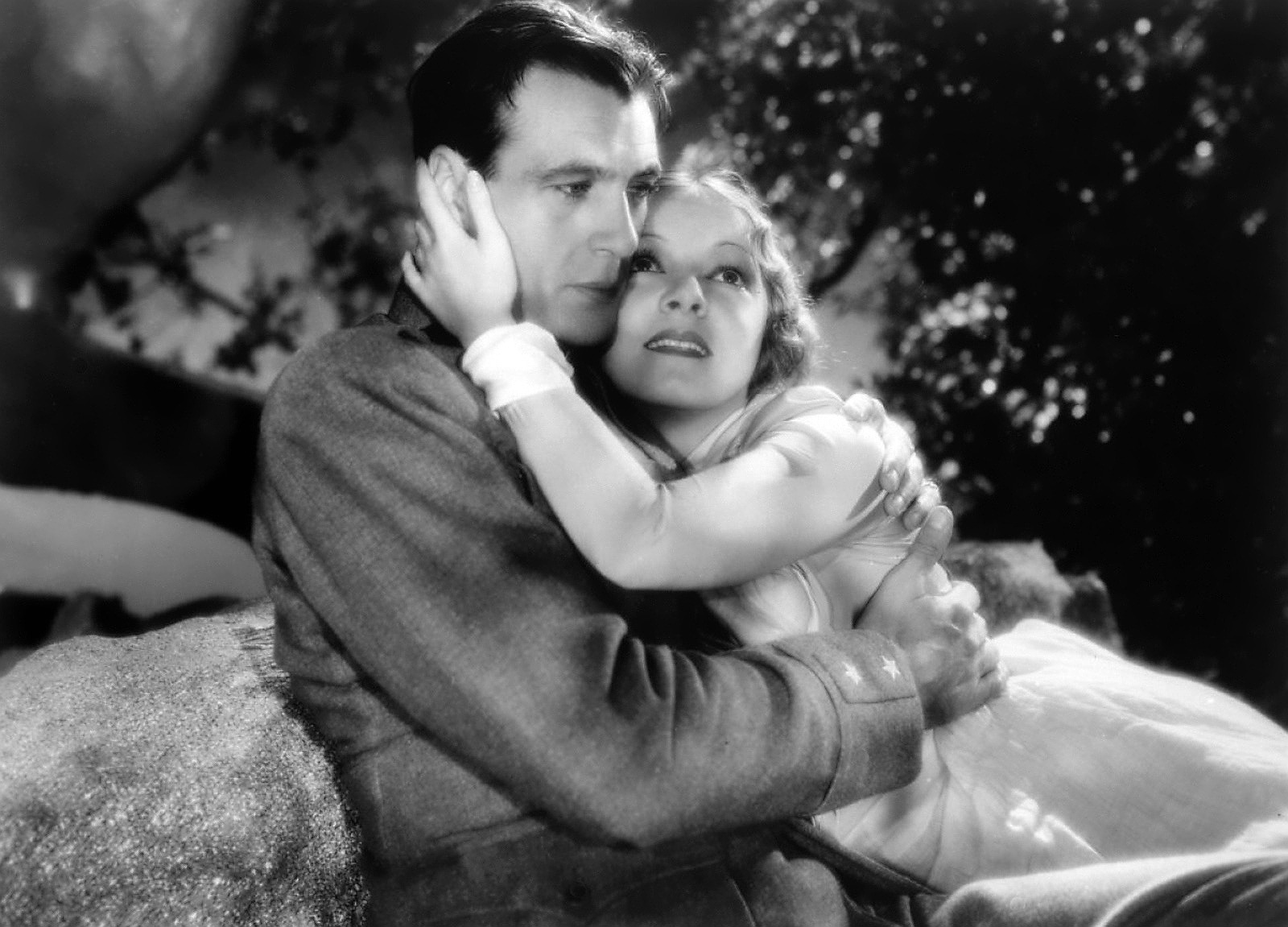
Gary Cooper en Helen Hayes in de film uit 1932

- A Farewell to Arms (1932)

De film werd onder dezelfde naam voor het eerst verfilmd in 1932 en was genomineerd voor een Oscar voor de beste film. De film was bewerkt naar de roman door Oliver H.P. Garrett en Benjamin Glazer, de regisseur was Frank Borzage. De film gebruikt muziek van Richard Wagner. De hoofdrolspelers zijn Helen Hayes, Gary Cooper en Adolphe Menjou.
- A Farewell to Arms (1957)

In 1957 werd de film opnieuw opgenomen onder dezelfde titel, met Jennifer Jones, Rock Hudson en Vittorio De Sica. De regie was door Charles Vidor en John Huston. De Sica werd genomineerd voor een Oscar voor beste bijrol voor zijn bijdrage in deze versie.
- In Love and War

Geregisseerd door Richard Attenborough. In In Love and War is een meer biografisch werk, gebaseerd op dezelfde achtergrond als het boek A Farewell to Arms.
- A Farewell to Arms (1966)

een miniserie met Donald Sutherland